# Jocurile Olimpice de iarnă din 1980

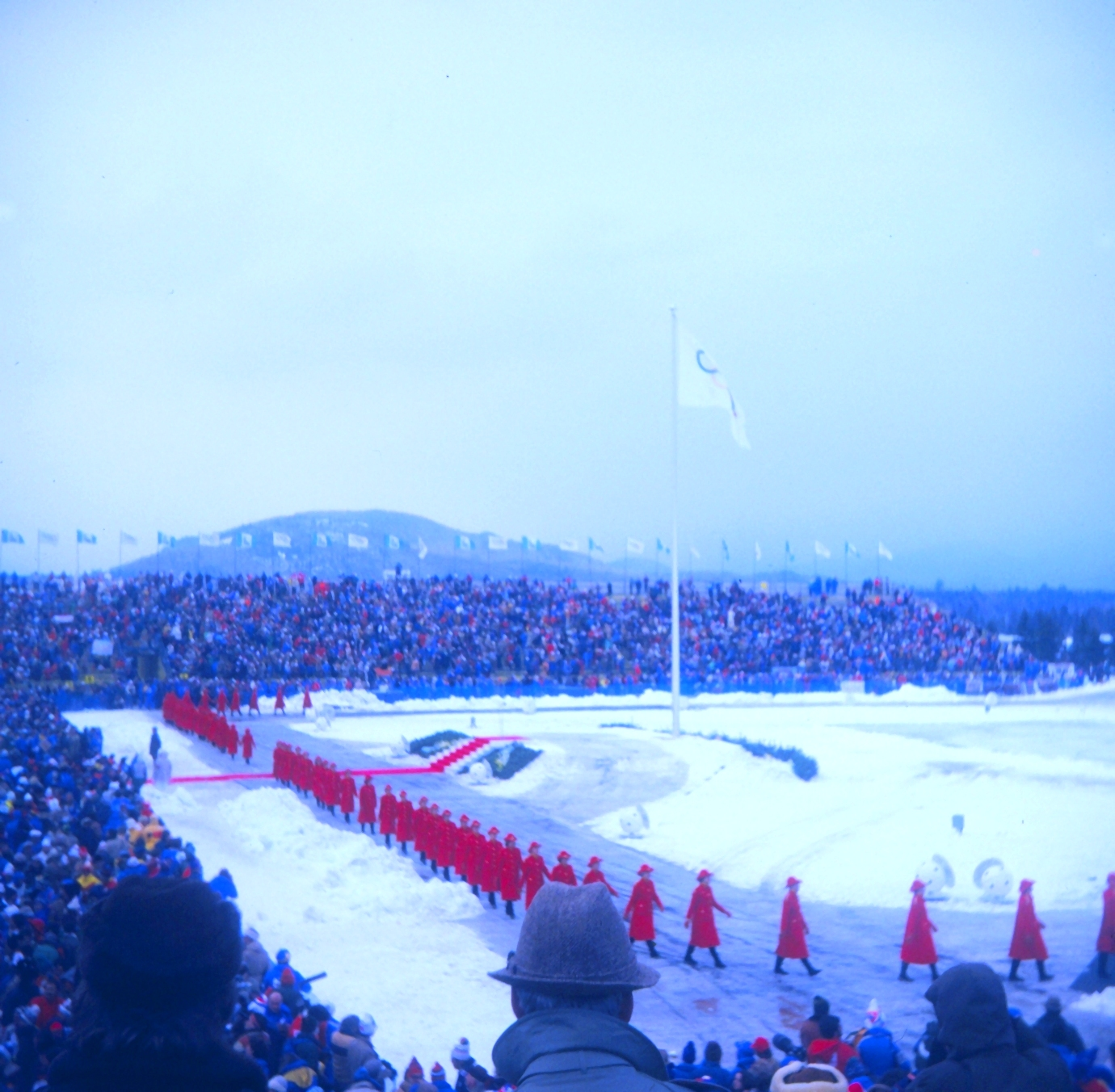
Ceremonia de deschidere

A XIII-a ediție a Jocurilor Olimpice de iarnă s-a desfășurat la Lake Placid, New York, Statele Unite.

## Organizare
- Orașe candidate: Vancouver-Garibaldi (Canada) care și-a retras candidatura înainte de votul final.
- A fost a doua oară când Lake Placid a organizat Jocurile de iarnă.
- Prima dată când s-a folosit zăpadă artificială la o competiție olimpică.

## Evenimente marcante
- Patinatorul american Eric Heiden a câștigat cinci medalii de aur.
- Schiorul suedez, Ingemar Stenmark, a câștigat și proba de slalom uriaș și cea de slalom.
- Patinatoarea sovietică Irina Rodnina câștigă medalia de aur la proba de perechi; este a treia ediție consecutivă când obține victoria iar acest lucru reprezintă un record pentru proba de perechi.
- Echipa Statelor Unite de hochei a cucerit medalia de aur după ce a trecut de Uniunea Sovietică, scor 4-3, echipa cea mai bună în acel timp. Meciul a devenit cunoscut ca „miracolul pe gheață”.[1][2]

## Discipline olimpice
| - Biatlon - Bob - Combinata nordică - Hochei pe gheață - Patinaj artistic | - Patinaj viteză - Sanie - Sărituri cu schiurile - Schi - Schi fond |

## Clasament pe medalii
Legendă
      Țara gazdă
| Loc   | CON                              | Aur | Argint | Bronz | Total |
| ----- | -------------------------------- | --- | ------ | ----- | ----- |
| 1     | Uniunea Sovietică (URS)          | 10  | 6      | 6     | 22    |
| 2     | Germania de Est (GDR)            | 9   | 7      | 7     | 23    |
| 3     | Statele Unite ale Americii (USA) | 6   | 4      | 2     | 12    |
| 4     | Austria (AUT)                    | 3   | 2      | 2     | 7     |
| 5     | Suedia (SWE)                     | 3   | 0      | 1     | 4     |
| 6     | Liechtenstein (LIE)              | 2   | 2      | 0     | 4     |
| 7     | Finlanda (FIN)                   | 1   | 5      | 3     | 9     |
| 8     | Norvegia (NOR)                   | 1   | 3      | 6     | 10    |
| 9     | Olanda (NED)                     | 1   | 2      | 1     | 4     |
| 10    | Elveția (SUI)                    | 1   | 1      | 3     | 5     |
| 11    | Marea Britanie (GBR)             | 1   | 0      | 0     | 1     |
| 12    | Germania de Vest (FRG)           | 0   | 2      | 3     | 5     |
| 13    | Italia (ITA)                     | 0   | 2      | 0     | 2     |
| 14    | Canada (CAN)                     | 0   | 1      | 1     | 2     |
| 15    | Ungaria (HUN)                    | 0   | 1      | 0     | 1     |
| 15    | Japonia (JPN)                    | 0   | 1      | 0     | 1     |
| 17    | Bulgaria (BUL)                   | 0   | 0      | 1     | 1     |
| 17    | Franța (FRA)                     | 0   | 0      | 1     | 1     |
| 17    | Cehoslovacia (TCH)               | 0   | 0      | 1     | 1     |
| Total | Total                            | 38  | 39     | 38    | 115   |

## România la JO 1980
România s-a prezentat cu o delegație de 35 de sportivi. Cele mai bune rezultate:
- locul 8: Dragoș Panaitescu, Dorel Cristudor, Sandu Mitrofan, Gheorghe Lixandru – bob-4
- locul 8: Valerian Netedu, Gheorghe Huțan, Mihail Lucian Popescu, Ion Berdilă, Șandor Gal, Elöd Antal, Istvan Antal, Doru Moroșan, Gheorghe Justinian, Doru Tureanu, Dumitru Axinte, Marian Costea, Constantin Nistor, Alexandru Hălăucă, Laszlo Solyom, Bela Nagy, Traian Cazan, Adrian Olenici, Marian Pisaru, Zoltan Nagy  – hochei.